# Christopher Columbus Harris
Christopher Columbus Harris (* 28. Januar 1842 nahe Mount Hope, Lawrence County, Alabama; † 10. Januar 1935 in Decatur, Morgan County, Alabama) war ein US-amerikanischer Rechtsanwalt, Bankier und Politiker (Demokratische Partei).

## Werdegang
Christopher Columbus Harris besuchte die Gemeinschaftsschule und wurde ebenfalls von Privatlehrern unterrichtet. Nach dem Ausbruch des Amerikanischen Bürgerkrieges verpflichtete er sich 1861 als Private in der Konföderiertenarmee, wo er in der Kompanie F, 16. Alabama Infanterie diente. Später wurde er auch zum Lieutenant befördert. Harris wurde im Verlauf des Krieges gefangen genommen und kam in das Camp Chase in Ohio, wo er den Rest des Krieges verbrachte.
Nach dem Krieg war er zwischen 1865 und 1867 als Clerk am Bezirksgericht von Lawrence County tätig. Er studierte Jura, bekam seine Zulassung als Anwalt und fing dann 1868 in Moulton (Alabama) an zu praktizieren. Harris zog 1872 nach Decatur (Alabama), wo er weiter als Anwalt tätig war. Dort unterstützte er 1887 die Gründung der First National Bank of Decatur, von welcher er bis Januar 1913 der Präsident gewesen war. Danach gründete er 1913 die ansässige Handelsbank, von welcher er ebenfalls der Präsident war.
Harris hatte den Vorsitz über das Democratic Executive Committee im 8. Kongressdistrikt. Er wurde in den 63. US-Kongress gewählt, um dort die Vakanz zu füllen, die durch den Tod von William N. Richardson entstand. Harris entschied sich gegen eine Kandidatur für den nachfolgenden 64. US-Kongress. Er war im US-Repräsentantenhaus vom 11. Mai 1914 bis zum 3. März 1915 tätig.
Nach Ablauf seiner Amtszeit war er Präsident der City National Bank of Decatur. Dann wurde er am 10. Januar 1928 zum Vorsitzenden im Aufsichtsrat gewählt. Er verstarb 1935 in Decatur und wurde dort auf dem Decatur Cemetery beigesetzt.